# Acherongia palatinensis
Acherongia palatinensis är en urinsektsart som först beskrevs av Walter Hüther 1969.  Acherongia palatinensis ingår i släktet Acherongia och familjen Hypogastruridae. Inga underarter finns listade i Catalogue of Life.